# Tresteg för herrar i friidrott vid olympiska sommarspelen 2000
Tresteg för herrar vid olympiska sommarspelen 2000 i Sydney avgjordes 23-25 september.

## Medaljörer
| Gren    | Guld                            | Guld    | Silver           | Silver  | Brons                   | Brons   |
| Tresteg | Jonathan Edwards Storbritannien | 17,71 m | Yoel García Kuba | 17,47 m | Denis Kapustin Ryssland | 17,46 m |

## Resultat
- Q innebär avancemang utifrån placering i heatet.
- q innebär avancemang utifrån total placering.
- DNS innebär att personen inte startade.
- DNF innebär att personen inte fullföljde.
- DQ innebär diskvalificering.
- NR innebär nationellt rekord.
- OR innebär olympiskt rekord.
- WR innebär världsrekord.
- PB innebär personligt rekord.
- SB innebär säsongsbästa.

### Kval
Hölls den 23 september 2000.

#### Grupp A
| Placering | Totalt | Idrottare              | Nation         | Märke | Kval | Rekord |
| --------- | ------ | ---------------------- | -------------- | ----- | ---- | ------ |
| 1         | 1      | Onochie Achike         | Storbritannien | 17.30 | Q    | PB     |
| 2         | 4      | Jonathan Edwards       | Storbritannien | 17.08 | Q    |        |
| 3         | 7      | Yoelbi Quesada         | Kuba           | 17.03 | Q    | SB     |
| 4         | 8      | Rostislav Dimitrov     | Bulgarien      | 17.00 | Q    |        |
| 5         | 11     | Paolo Camossi          | Italien        | 16.87 | q    |        |
| 6         | 12     | Walter Davis           | USA            | 16.75 | q    |        |
| 7         | 16     | Takanori Sugibayashi   | Japan          | 16.67 |      |        |
| 8         | 17     | Christian Olsson       | Sverige        | 16.64 |      |        |
| 9         | 18     | Zsolt Czingler         | Ungern         | 16.52 |      |        |
| 10        | 19     | LaMark Carter          | USA            | 16.47 |      |        |
| 11        | 20     | Brian Wellman          | Bermuda        | 16.47 |      |        |
| 12        | 26     | Zoran Đurđević         | Jugoslavien    | 16.31 |      |        |
| 13        | 28     | Oleg Sakirkin          | Kazakstan      | 16.20 |      |        |
| 14        | 30     | Sergej Botjkov         | Azerbajdzjan   | 16.01 |      |        |
| 15        | 33     | Igor Spasovchodskij    | Ryssland       | 15.79 |      |        |
| 16        | 34     | Jevgenij Petin         | Uzbekistan     | 15.27 |      |        |
| 17        | 36     | Colomba Fofana         | Frankrike      | 14.59 |      |        |
| 18        | 37     | Konstadinos Zalaggitis | Grekland       | 14.15 |      |        |
| 19        | 38     | Andrew Owusu           | Ghana          | 14.12 |      |        |
|           |        | Raúl Chapado           | Spanien        | NM    |      |        |

#### Grupp B
| Placering | Totalt | Idrottare               | Nation         | Märke | Kval | Rekord |
| --------- | ------ | ----------------------- | -------------- | ----- | ---- | ------ |
| 1         | T2     | Phillips Idowu          | Storbritannien | 17.12 | Q    | PB     |
| 1         | T2     | Andrew Murphy           | Australien     | 17.12 | Q    | SB     |
| 3         | 5      | Yoel García             | Kuba           | 17.08 | Q    |        |
| 4         | 6      | Denis Kapustin          | Ryssland       | 17.04 | Q    |        |
| 5         | T9     | Charles Michael Friedek | Tyskland       | 16.93 | q    |        |
| 6         | T9     | Robert Howard           | USA            | 16.93 | q    |        |
| 7         | 13     | Ketill Hanstveit        | Norge          | 16.75 |      |        |
| 8         | 14     | Ionut Punga             | Rumänien       | 16.72 |      |        |
| 9         | 15     | Sergej Arzamasov        | Kazakstan      | 16.70 |      |        |
| 10        | 21     | Lao Jianfeng            | Kina           | 16.43 |      |        |
| 11        | 22     | Ivajlo Rusenov          | Bulgarien      | 16.40 |      |        |
| 12        | 23     | Rogel Nachum            | Israel         | 16.39 |      |        |
| 13        | 24     | Gennadij Markov         | Ryssland       | 16.36 |      |        |
| 14        | 25     | Fabrizio Donato         | Italien        | 16.34 |      |        |
| 15        | 27     | Michael Calvo           | Kuba           | 16.30 |      |        |
| 16        | 29     | Sergej Izmajlov         | Ukraina        | 16.10 |      |        |
| 17        | 31     | Hristos Meletoglou      | Grekland       | 16.00 |      |        |
| 18        | 32     | Salem Mouled Al-Ahmadi  | Saudiarabien   | 15.99 |      |        |
| 19        | 35     | Armen Martirosjan       | Armenien       | 14.95 |      |        |
|           |        | Stamatios Lenis         | Grekland       | NM    |      |        |

#### Totala resultant kval
| Placering | Totalt                  | Idrottare      | Nation | Märke | Kval | Rekord |
| --------- | ----------------------- | -------------- | ------ | ----- | ---- | ------ |
| 1         | Onochie Achike          | Storbritannien | A      | 17.30 | Q    | PB     |
| T2        | Phillips Idowu          | Storbritannien | B      | 17.12 | Q    | PB     |
| T2        | Andrew Murphy           | Australien     | B      | 17.12 | Q    | SB     |
| 4         | Jonathan Edwards        | Storbritannien | B      | 17.08 | Q    |        |
| 5         | Yoel García             | Kuba           | B      | 17.08 | Q    |        |
| 6         | Denis Kapustin          | Ryssland       | B      | 17.04 | Q    |        |
| 7         | Yoelbi Quesada          | Kuba           | A      | 17.03 | Q    | SB     |
| 8         | Rostislav Dimitrov      | Bulgarien      | A      | 17.00 | Q    |        |
| T9        | Charles Michael Friedek | Tyskland       | B      | 16.93 | q    |        |
| T9        | Robert Howard           | USA            | B      | 16.93 | q    |        |
| 11        | Paolo Camossi           | Italien        | A      | 16.87 | q    |        |
| 12        | Walter Davis            | USA            | A      | 16.75 | q    |        |
| 13        | Ketill Hanstveit        | Norge          | B      | 16.75 |      |        |
| 14        | Ionut Punga             | Rumänien       | B      | 16.72 |      |        |
| 15        | Sergej Arzamasov        | Kazakstan      | B      | 16.70 |      |        |
| 16        | Takanori Sugibayashi    | Japan          | A      | 16.67 |      |        |
| 17        | Christian Olsson        | Sverige        | A      | 16.64 |      |        |
| 18        | Zsolt Czingler          | Ungern         | A      | 16.52 |      |        |
| 19        | LaMark Carter           | USA            | A      | 16.47 |      |        |
| 20        | Brian Wellman           | Bermuda        | A      | 16.47 |      |        |
| 21        | Lao Jianfeng            | Kina           | B      | 16.43 |      |        |
| 22        | Ivajlo Rusenov          | Bulgarien      | B      | 16.40 |      |        |
| 23        | Rogel Nachum            | Israel         | B      | 16.39 |      |        |
| 24        | Gennadij Markov         | Ryssland       | B      | 16.36 |      |        |
| 25        | Fabrizio Donato         | Italien        | B      | 16.34 |      |        |
| 26        | Zoran Đurđević          | Jugoslavien    | A      | 16.31 |      |        |
| 27        | Michael Calvo           | Kuba           | B      | 16.30 |      |        |
| 28        | Oleg Sakirkin           | Kazakstan      | A      | 16.20 |      |        |
| 29        | Sergej Izmajlov         | Ukraina        | B      | 16.10 |      |        |
| 30        | Sergej Botjkov          | Azerbajdzjan   | B      | 16.01 |      |        |
| 31        | Hristos Meletoglou      | Grekland       | B      | 16.00 |      |        |
| 32        | Salem Mouled Al-Ahmadi  | Saudiarabien   | B      | 15.99 |      |        |
| 33        | Igor Spasovchodskij     | Ryssland       | A      | 15.79 |      |        |
| 34        | Jevgenij Petin          | Uzbekistan     | A      | 15.27 |      |        |
| 35        | Armen Martirosjan       | Armenien       | B      | 14.95 |      |        |
| 36        | Colomba Fofana          | Frankrike      | A      | 14.59 |      |        |
| 37        | Konstadinos Zalaggitis  | Grekland       | A      | 14.15 |      |        |
| 38        | Andrew Owusu            | Ghana          | A      | 14.12 |      |        |
|           | Raúl Chapado            | Spanien        | A      | NM    |      |        |
|           | Stamatios Lenis         | Grekland       | B      | NM    |      |        |

### Final
| Placering | Idrottare               | Nation         | Märke | Noteringar |
| --------- | ----------------------- | -------------- | ----- | ---------- |
| 1         | Jonathan Edwards        | Storbritannien | 17,71 | SB         |
| 2         | Yoel García             | Kuba           | 17,47 | SB         |
| 3         | Denis Kapustin          | Ryssland       | 17,46 | SB         |
| 4         | Yoelbi Quesada          | Kuba           | 17.37 | SB         |
| 5         | Onochie Achike          | Storbritannien | 17.29 |            |
| 6         | Phillips Idowu          | Storbritannien | 17.08 |            |
| 7         | Robert Howard           | USA            | 17.05 | SB         |
| 8         | Paolo Camossi           | Italien        | 16.96 |            |
| 9         | Rostislav Dimitrov      | Bulgarien      | 16.95 |            |
| 10        | Andrew Murphy           | Australien     | 16.80 |            |
| 11        | Walter Davis\|          | USA            | 16.61 |            |
|           | Charles Michael Friedek | Tyskland       | NM    |            |